# サビニの女たちの略奪

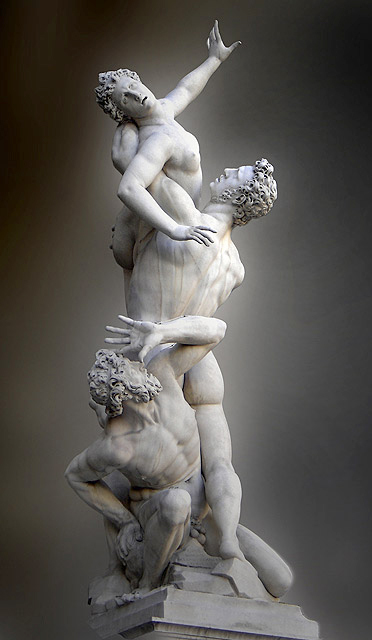
ジャンボローニャ作「サビニの女たちの略奪」。フィレンツェのロッジア・ディ・ランツィにある。

サビニの女たちの略奪（サビニのおんなたちのりゃくだつ、The Rape of the Sabine Women）とは、古代ローマの伝説的挿話の1つである。なお、この場合の "rape" はラテン語の "Raptio" にあたり、「強姦」よりも「誘拐」などに近い意味合いである。日本語では他に、サビニ女性の略奪、サビニの娘たちの掠奪、サビニ族の女達の誘拐、サビニのおとめの拉致、などともいう。
ローマがロームルスによって建国されたばかりのころ、最初の世代は女性が少なかった。子孫を残し国を維持するためには多数の未婚女性が必要だった。ローマ人はそれを近隣国に多く住み勇敢な部族であったサビニ人に求めたが、交渉は不首尾に終わった。そこでローマ人はサビニ人に奸計を仕掛け、大量の未婚女性を略奪した。不法にローマに拉致されたサビニ人女性たちはローマ人の妻になることを強要され、ローマ人の子を産むこととなった。こうしてサビニ人女性を誘拐婚することにより、ローマは国を維持発展させるための次世代を得ることに成功した。後にサビニは女性たちを奪回するためにローマと戦争を起こすが、既に子を産んでいたサビニ人女性たちは子供と引き離されることを拒み、戦争の中止を訴えた。
ティトゥス・リウィウスの『ローマ建国史』やプルタルコスの『対比列伝』（II、15 および 19）で語られており、ルネサンス期以降の芸術作品の主題として好んで使われた。これは、この挿話が古代ローマ人の大胆さと勇気を示す例であるとともに、女性の受難場面や、半裸の群像が激情を発して苦闘する様を描くという芸術的挑戦として捉えられたためである。似たような古典古代の主題としては、ラピテースとケンタウロスの戦い、テーセウスのアマゾーンとの戦いなどがある。

## 経緯

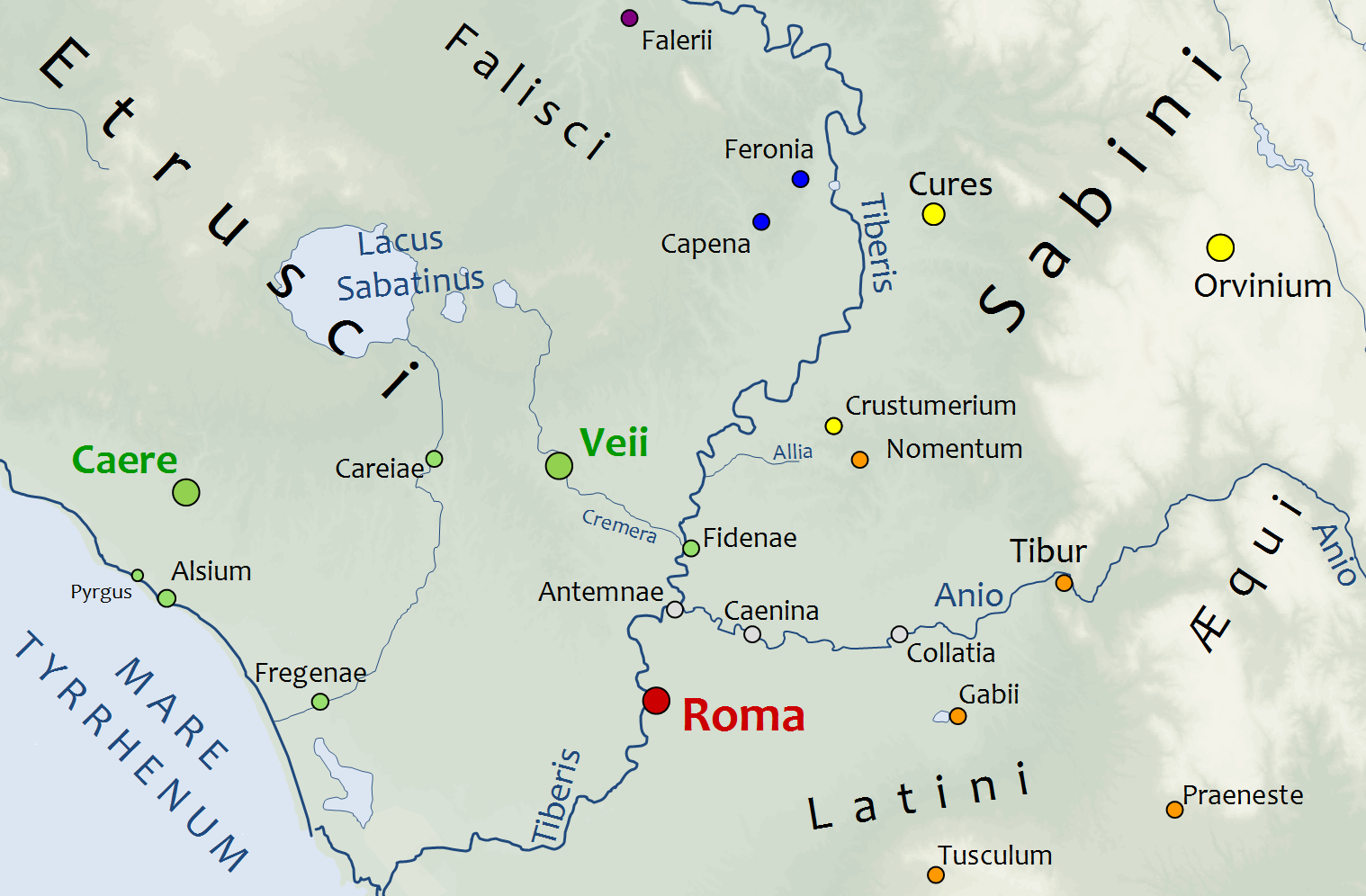
Crate EnvironsRome Monarchie

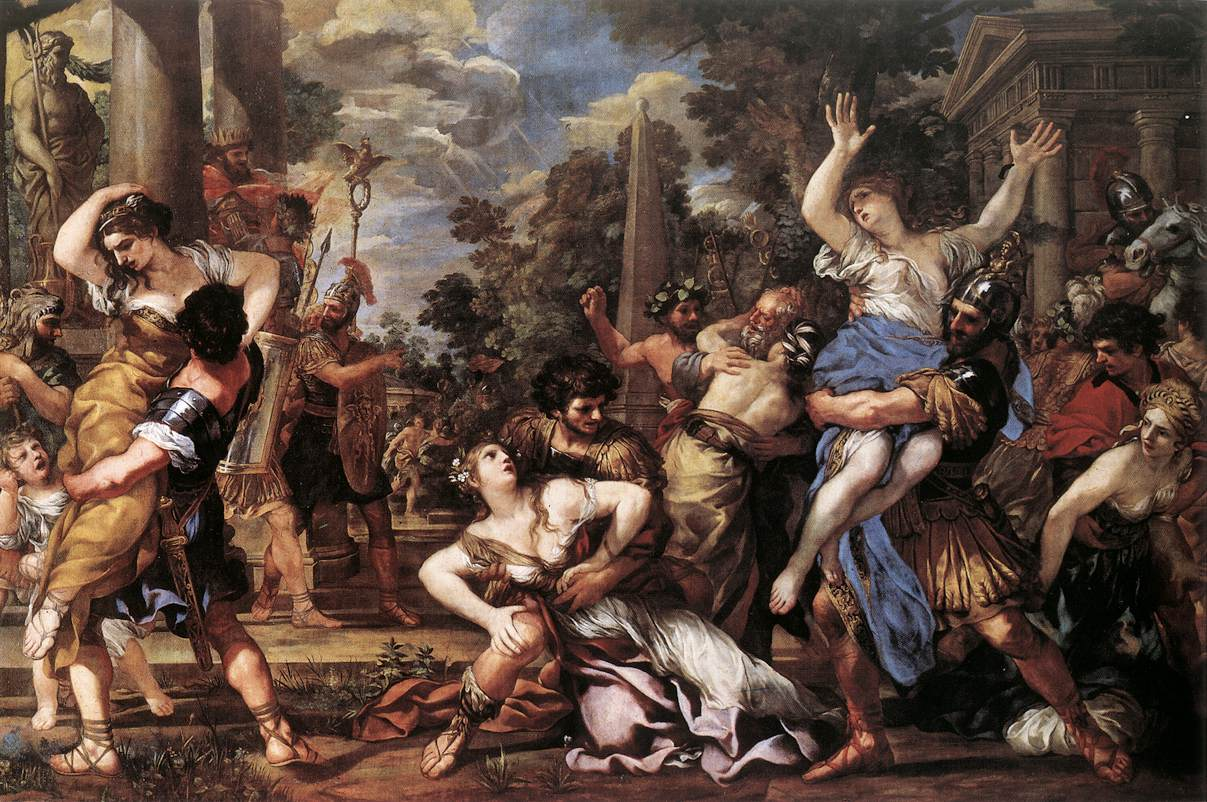
ピエトロ・ダ・コルトーナ画（1627年 - 1629年）

伝説では、ローマはロームルスと彼が率いる男たちによって建国された。ロームルスは人口を増やすために「避難所」という施設を設けた。この避難所には住むところを追われた犯罪者やならず者、負債者、亡命者、逃亡奴隷なども逃れてきて保護を求めた。ローマはこれらの者もすべて市民として受け入れた。こうしてローマの人口は増加したが、女性が僅かなので、子孫を得ることが望めず国が一代限りで絶える危機があった。彼らローマ人は妻を娶るため近隣国のサビニ人と交渉したが、交渉は失敗に終わった。サビニ人は、ローマ人の素性の悪さを蔑み、また、近くに新たな社会が根付いてライバルになることを恐れたため、娘を嫁がせることを拒否した。ローマからの使者は「女性用の避難所を作ればふさわしい女性が集まるだろう」と言われて追い返された。ロームルスは、サビニ人を罠に嵌め未婚女性を拉致するという、誘拐婚を企てることとし、周到な準備を命じた。そして、ロームルスはネプトゥーヌス (Neptune Equester) の祭りを開催することを計画し、近隣の部族に祭りへの参加を呼びかけた。リウィウスによれば、カエニナ、クルストゥメリウム、アンテムナエといった町を含む多くのサビニ人が未婚女性を連れて参加したという。彼らは最初は家ごとに懇ろに招待された。催物の時刻が来て、サビニ人たちの目と心がそれへ釘づけになった時、示し合わせたとおりの襲撃が行われた。ロームルスが合図すると、ローマ人の若者がサビニ人の未婚女性を捕らえるべく走り散り襲いかかった。不意を突かれた女性たちは悲鳴をあげて逃げ惑ったが、男達に捕らえられ、無理矢理拉致された。容姿、美貌の麗しい女性はパトリキの有力者達のものと決められていた。役目を言いつかった下男どもに選ばれた哀れな美女たちは、取り押さえられ体を拘束され、自らが所有される家いえに送り届けられ、戦争捕虜として貴人に対して献上された。他の女性たちも力ずくで、ローマ人にとっては順調に身柄を確保され、自由を奪われた。ローマ人の計略は成功したが、悪辣な方法で大量の女性を強奪されたサビニ人は「神の掟、人の信義に背く裏切りに遭った」と訴えた。ローマに略奪された女性の数をウァレリウス・アンティアスは527人といい、ユバは685人としている。
屈辱的な仕打ちを受け、サビニ人未婚女性は悲憤したが、その身の上に良い見通しはなかった。今や彼女らの運命は完全にローマ人に握られて、助けは来なかった。ロームルスは自ら足を運び女性たちに説いてまわった。
ロームルスは、捕獲され虜囚の身となったサビニ人女性に対し、彼女らがこのような境遇になったのは全て近隣の民族が異民族婚を拒否したのが原因であって、彼女たちの両親のプライドのせいだと主張し、不法行為の責任は彼女らの両親であるとした。そして「結婚すればその後の生活は安泰で、市民権や財産権を夫と共に持つ、そして何よりも大事なことは人間にとって無上の宝である子を持ち、自由な人の母になれるということだ」とした。そして、「どうか怒りを鎮めてもらいたい。偶然によりその体を与えることになった相手に今度は心も与えてほしい。不法の後、しばらくして和解が生まれることはしばしばある。彼女らの故郷への思慕が埋め合わされるよう努力する」と述べ、ローマ人の妻になりローマ人の子を産むよう求めた。そしてロームルスはサビニ族からのローマに強奪された女性たちの解放要求は拒否した。帰国の望みを絶たれたサビニ人女性はローマ人の理不尽な要求を受け入れた。サビニ人女性たちは強制的に婚姻関係を結ばされ、ローマ人の子を産んだ。ローマは一代限りで国が絶える危機を回避した。ロームルスの深謀遠慮により、サビニ人女性たちはその後もローマに留め置かれた。取り決めによりサビニ人女性を酷使することは禁止されたが帰郷は認められず、引き続きローマ人によって容赦なく子供を出産させられローマの発展に奉仕した。

## その後に発生した戦争

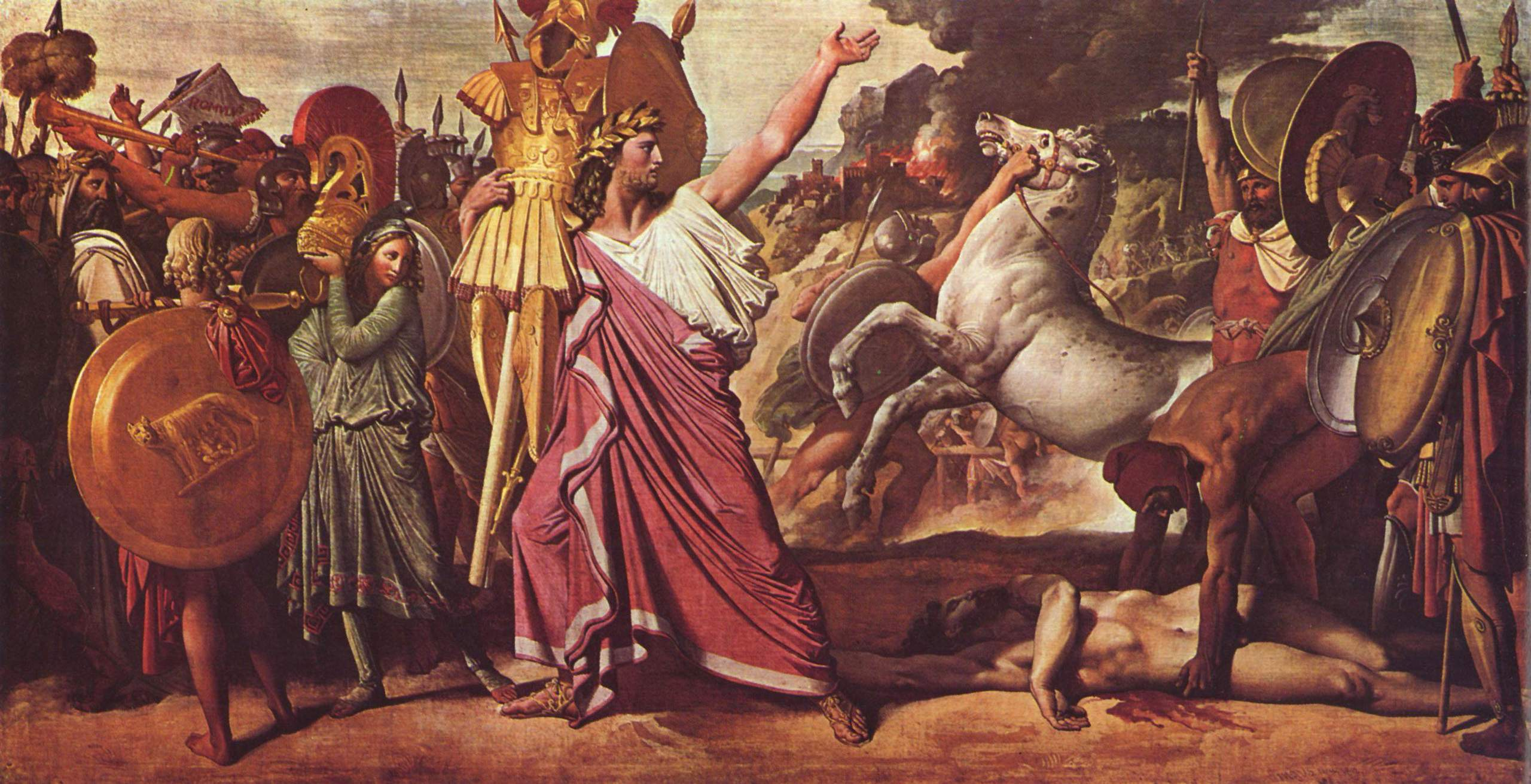
カエニナ王の鎧を神に捧げるロームルス（ドミニク・アングル）

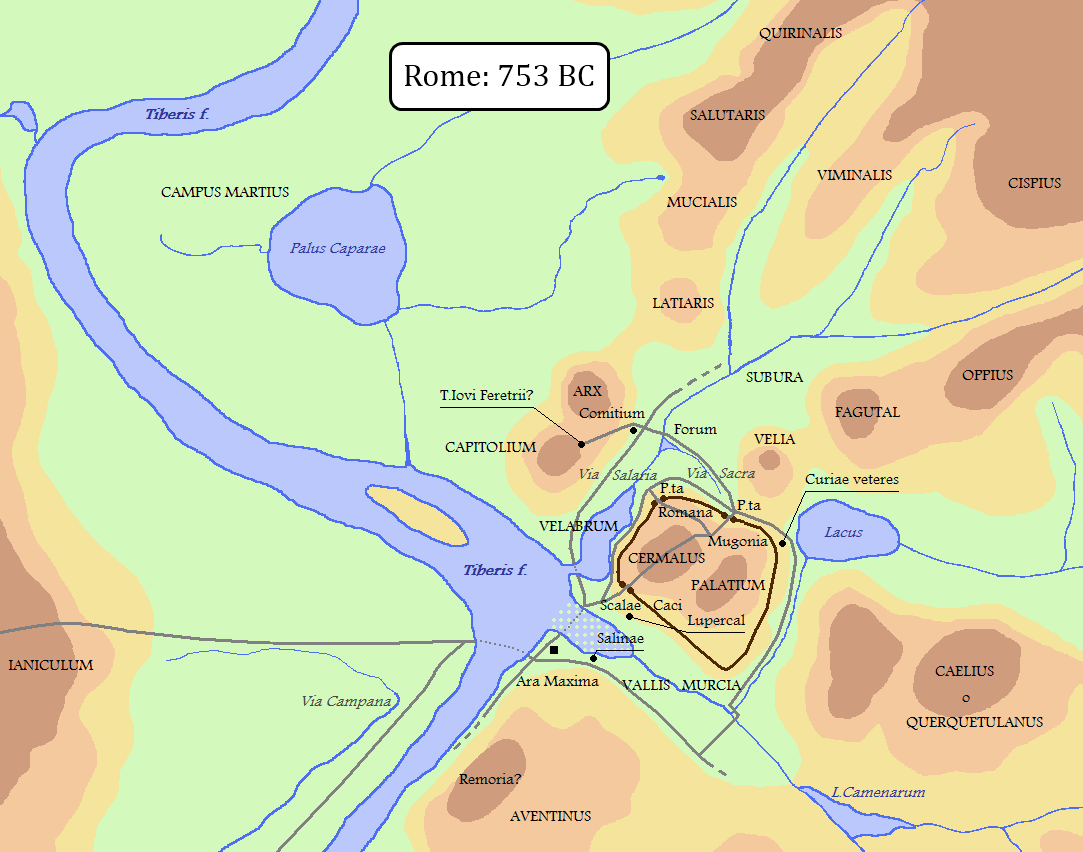
Rome in 753 BC

サビニ族は好戦的でプライドが高く、城壁のない村々に住んでいて、恐れることを知らないのは当然だと考えていた。それにもかかわらず自分たちが大事な大量の人質のために縛られているのを見、また、囚われの身となった女性たちの身の上を恐れたので、ローマに対して女性たちの身柄の解放と謝罪を求める使者を派遣した。しかし要求は拒否された。ロームルスは「奴隷ではなく正式な結婚である」と主張した。娘をローマ人に誘拐婚させられ、家庭や生活を崩壊させられた親たちは涙ながらにローマの不法を詰ってまわった。
これに憤慨したカエニナの王は、軍勢を率いてローマの領土に侵入した。ロームルスとローマ人たちはカエニナ軍と一戦を交え、カエニナ王を殺し、軍を敗走させ、力を欠いた怒りの空しさを悟らせた。ロームルスはその後カエニナに進軍し、最初の戦闘でこれを陥落させた。ローマに戻ったロームルスはユーピテル (Jupiter Feretrius) の神殿を建て（リウィウスによれば、ローマに建設された最初の神殿である）、カエニナ王の鎧を捧げ物 (スポリア・オピーマ) として奉献した。フォルム・ロマヌムにかつて存在したという戦勝記念碑 「凱旋式のファスティ」 によれば、ロームルスがカエニナ人に対する勝利を祝ったのは紀元前752年3月1日のことだったという。
同じころ、アンテムナエ軍がローマの領土に侵入してきた。ローマ軍はこれを迎え撃って撃破し、アンテムナエの町も征服した。「凱旋式のファスティ」 によれば、対アンテムナエ戦をローマが祝ったのも紀元前752年のことだという。
重なる勝利を祝うロームルスに対して拉致女性たちは、彼女らの親たちを宥し市民団に受入れてほしいと懇願した。願いは容易に叶った。
クルストゥメリウム軍も挑んできたが、ローマ軍はこれも撃破し町を征服した。
アンテムナエとクルスメトゥリウムにはその後ロームルスがローマから入植民を送り込み、もともとの住民の多く（特に拉致された女性たちの家族）もローマに同化されていった。
サビニ人は王ティトゥス・タティウスに率いられ、ローマとの戦争に突入した。これは遥かに重大だった。というのは、憤怒とか激情にまかせて行動をおこすことが全くなく、また、開戦まで戦いを明かさなかったからである。カピトリヌスの砦を支配していたスプリウス・タルペイウスの娘とされるタルペーイアの裏切りがあったため、タティウスのローマ攻めはほぼ成功という状況にまでなった。彼女は「サビニ人が腕につけているもの」を報酬としてもらう約束で都市の城門を彼らのために開けた。彼女はサビニ人の金の腕輪を貰えるものと思っていたが、彼らの投げつけた盾の重さで圧死させられ、タルペーイアの岩と後に名付けられた岩からその遺骸が捨てられた。
砦を占領したサビニ軍を、今度はローマ軍が攻める側となった。ローマ軍側はホストゥス・ホスティリウスが率い、サビニ軍側はメッテス・クルティウスが率いた。ホスティリウスが敗北すると、ローマ側は総崩れとなってパラティヌスの宮殿の門まで退却した。そこでロームルスは男たちを集め、パラティヌスの丘にユーピテル (Jupiter Stator) の神殿を建てることを約束し、ローマ人を戦いに引き戻した。
戦いは続いた。メッテス・クリティウスは追い詰められ、戦場から逃げ出し、ローマ軍が優位に立った。
このとき、女性たちが戦場に割って入り、両者を和解させようとした。
（彼女たちは）髪を乱れさせ、ぼろぼろの衣服で飛び道具が飛び交う中央に大胆に割って入った。両軍の間の隙間を走ってそれ以上の戦闘を止めさせようとし、一方の陣営にいる父ともう一方の陣営にいる夫に対して、義理の父または義理の息子の血でその手を汚すことで子孫に父殺しの汚名を着せ呪いをもたらさないよう懇願し、両軍の激情を鎮めようとした。「もし」と彼女たちは言う。「あなたがたがこの親類関係、結婚の絆に我慢できないなら、その怒りを私たちに向けなさい。戦争の原因は私たちであり、夫と父を傷つけ殺したのは私たちだ。私たちにとっては、あなたがたの一方を亡くし、孤児か未亡人として生き延びるくらいなら死んだほうがましだ」
「私たちが前にもみじめな不幸に会い、今またそれに会っているのは、どんなひどいこと、どんな苦しいことをあなた方に加えたからなのですか。前には今の夫たちに力ずくで無法に掠奪されました。しかも掠奪されたまま兄弟にも父親にも親類にも、こんなに長い間放っておかれたため、今では最も憎い敵と固い絆で結ばれて、かつて暴力を振るい、無法の行為をしたその人々が戦う時には恐れ、死ねば泣き悲しむ、というふうになったのです。あなたがたは、私たちが処女である間に私たちのために、私たちに不正を働いた人たちに復讐するためにここに攻め込んできたのではありません。今となっては、あなた方は夫から妻を、子供から母親を切り離すことになるだけでしょう。あなた方は今私たち惨めな女を助けようとしていますが、そんな援助は、これまでのあなた方の無配慮と裏切りよりももっと惨めなものです。私たちはこの人たちからこんなに愛されてきましたが、あなた方からはこんなに憐れまれています。もしあなた方が別の理由から戦ったのならば、私たちを通じてすでに舅となり、今は祖父となり親類となっているのですから、戦いをやめるべきであったのです。もし戦争が私たちのためであるなら、私たちを舅や子供と一緒に連れて行って、私たちに父や親戚を返してください。子供や夫を奪い取らないでください。私たちはあなた方にお願いします。またしても私たちが戦争捕虜にならないように」
こうして休戦の誓いが取り交わされ、双方の指揮者が会談に集まり、盟約が結ばれた。
サビニ人はローマ人と1つの国家を形成することに合意し、ローマは領土の拡張に成功した。5年後に亡くなるまでサビニ王ティトゥス・タティウスがロームルスと共にローマを治めることになった。
新たなサビニ人居住者はカピトリヌスの丘に居住した。
ローマの人口は2倍になったので、ロームルスは人民を30のクーリア（市民団）に分けた。このクーリアの名は拉致されたサビニ人女性の名からとってつけられたという。

## 芸術作品

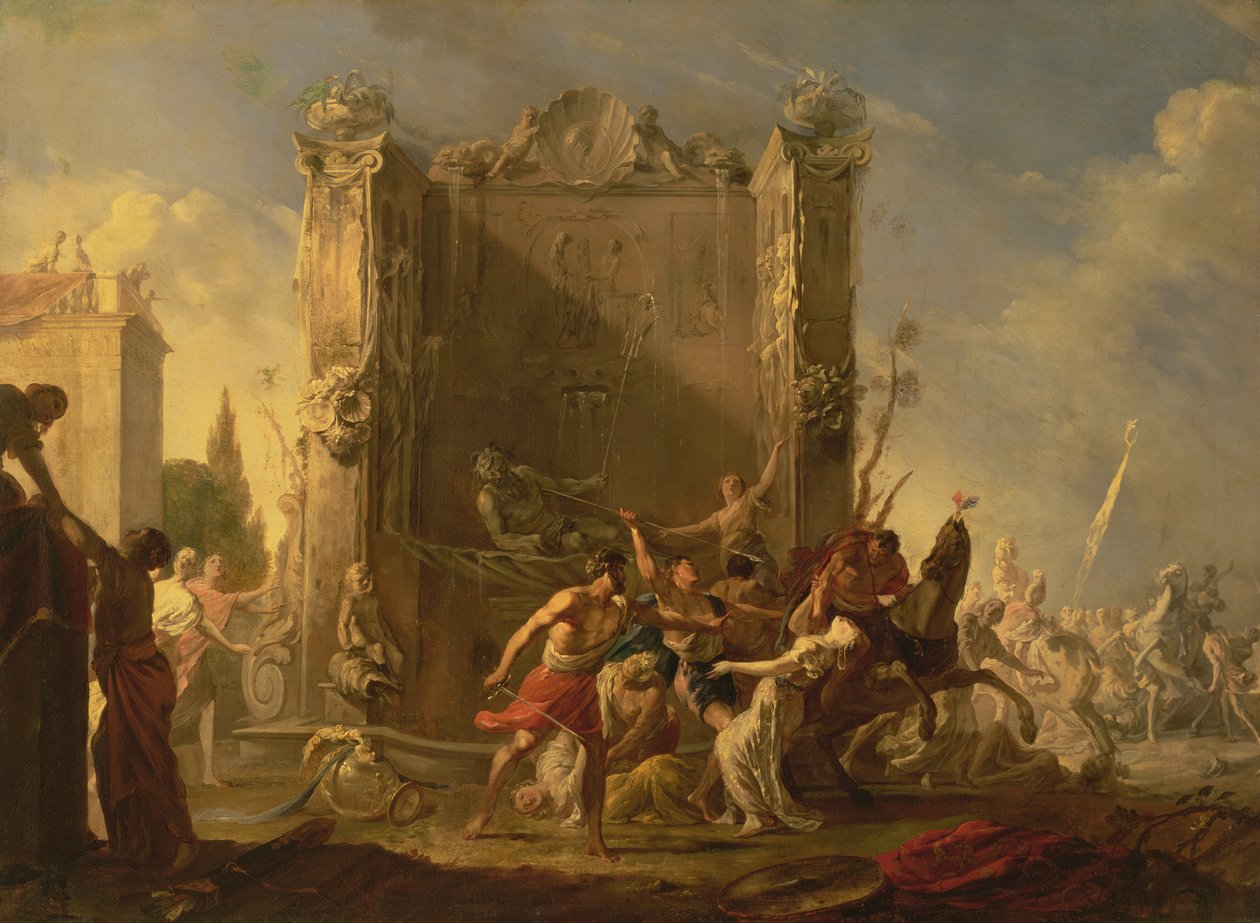
「サビニの女たちの略奪」ヨハン・ハインリヒ・シェーンフェルト 画

ルネサンス期、バロック期において、武力を行使し、嫌がるサビニ人女性を無理矢理力ずくで連れ去って行く、屈強なローマ軍の若者を描いた略奪の場面は、芸術家にとって、戦いというありふれた主題でありながら男性だけでなく、多数の半裸の女性、極端な姿勢の人物を描くという妙技を発揮できる主題であり、宗教的でもあり性的でもあるという珍しい主題だった。15世紀にはイタリアのカッソーネ（大型収納箱）に描かれる定番の主題となり、後に大型の絵画にも描かれるようになった。
以下、特に有名な作品と作者について述べる。

### ジャンボローニャ
ジャンボローニャがこの主題を描いた彫像（1579年 - 1583年）は、3人の男女を描いたもので（男が女を持ち上げ、その下で別の男がかがんでいる）、単一の大理石の塊から彫りだしたものである。ジャンボローニャの最高傑作とされている。元々はジャンボローニャが何を主題としたわけでもなく複雑な群像彫刻で自らの技量を示した作品であり、その主題を「サビニの女たちの略奪」としたのはフランチェスコ1世・デ・メディチがこれをフィレンツェのシニョリーア広場にあるロッジア・ディ・ランツィに展示することを決めた後のことである。マニエリスムの稠密で複雑に絡み合った人物を描く様式に忠実であり、様々な感情を表現し、あらゆる角度からの鑑賞に耐えるようになっている。約80年前に完成したミケランジェロのダビデ像と比べると、ダビデ像は単一視点の穏やかなポーズである。ジャンボローニャのこの作品はバロックへと向かう萌芽が見られ、動きに溢れているが、まだ堅く心地悪く、垂直の動きしかない。これは、ジャンボローニャが単一の大理石から彫りだすという制限を自らに課したためという理由もある。したがってこの作品には斜めの動きがないが、それを成し遂げるのは約40年後のベルニーニで、「プロセルピナの略奪」や「アポローンとダプネー」といった作品がある（どちらもボルゲーゼ美術館）。
展示場所の反対端にはベンヴェヌート・チェッリーニのペルセウス像があり、このジャンボローニャの作品もそれに倣って「ピーネウスによるアンドロメダー略奪」とでもすべきだという示唆がなされた。他にもプロセルピナの略奪やヘレネーの略奪といった題が検討されている。最終的にこの彫像で略奪されようとしているのは、サビニ人の娘の1人だということが決まった。
この作品には OPVS IOANNIS BOLONII FLANDRI MDLXXXII（フランドルのジャン・ブローニュの作品、1582年）と署名がある。この作品のための青銅製の習作がナポリのカポディモンテ美術館にある。この習作では2人しか描かれていないが、ジャンボローニャは3人目を加えた習作も作っており、その蝋模型がロンドンのヴィクトリア&アルバート博物館に2体ある。ジャンボローニャは本作と同じ大きさの石膏模型を1582年に作っており、それはフィレンツェの Accademia Gallery にある。こうして完成した大理石像がシニョリーア広場のロッジア・ディ・ランツィに展示されている。
ジャンボローニャの工房でこの彫像のミニチュア版ブロンズ像が作られ、他の人々がこれを複製し、19世紀にはコレクションの対象となっている。

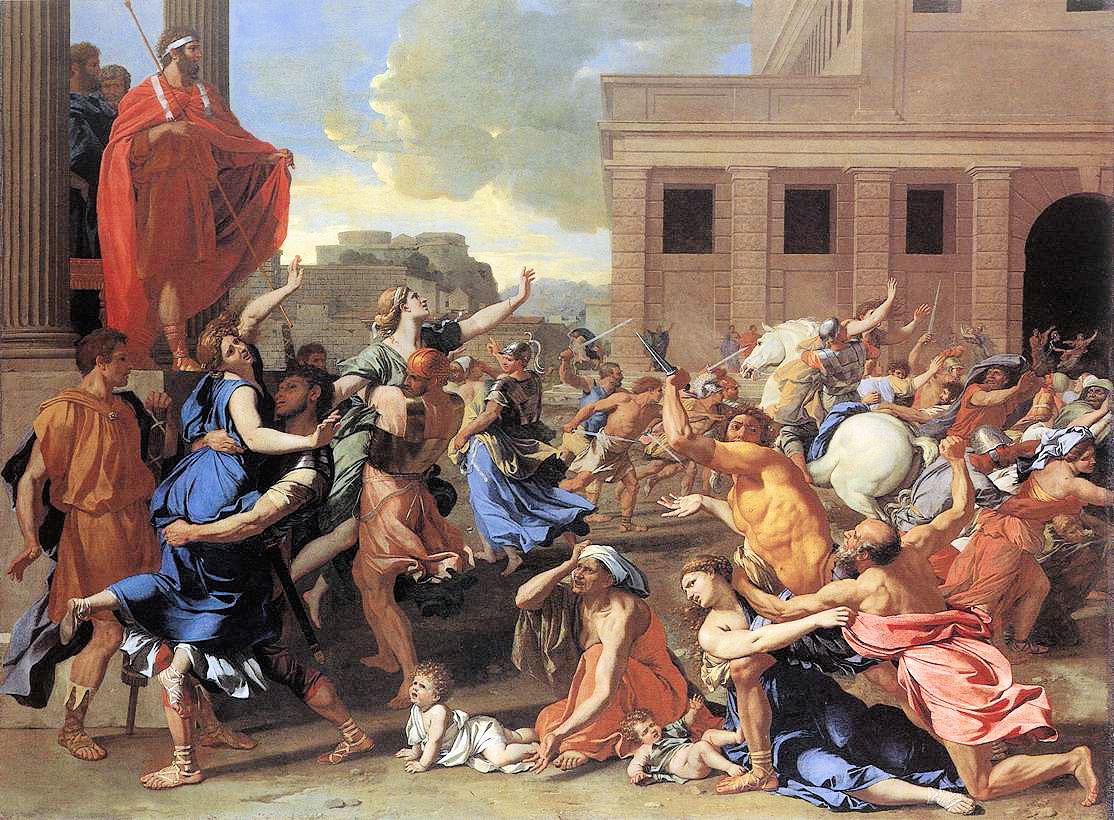
「サビニの女たちの略奪」ニコラ・プッサン画（1634年 - 1635年）メトロポリタン美術館

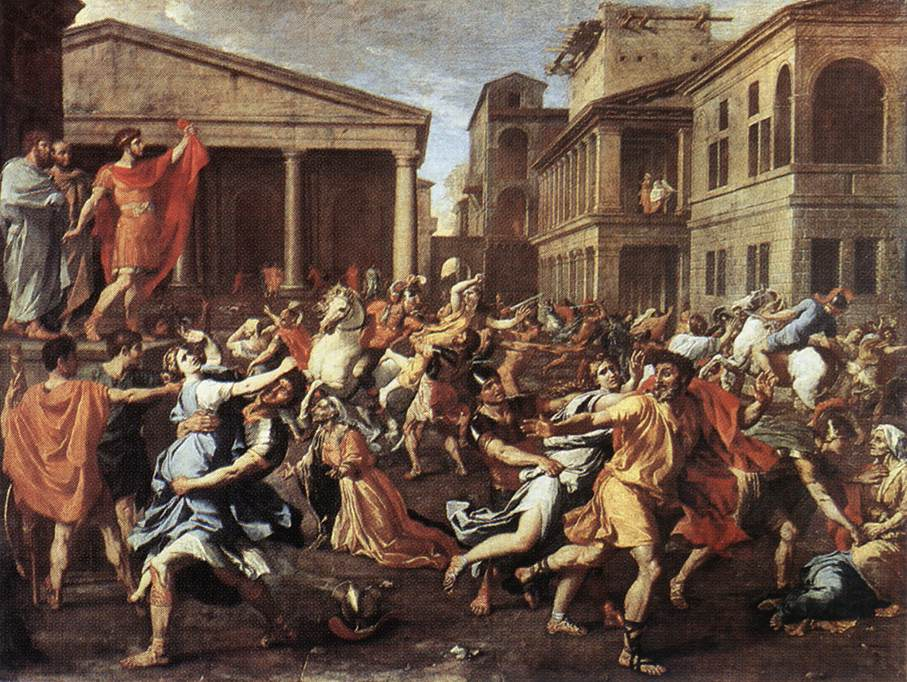
「サビニの女たちの略奪」ニコラ・プッサン画（1637年 – 1638年）ルーヴル美術館

### ニコラ・プッサン
ニコラ・プッサンはこの主題の有名な絵を2枚描いている。彼の古典古代についての卓絶した知識を示すもので、同時に劇的な遭遇における群像の複雑な関係を示した傑作である。1つはメトロポリタン美術館にあり、ローマで1634年から1635年に描いたものである。画面左にロームルスが略奪の合図を出しているところが描かれている。
もう1つは1637年から1638年に描かれた作品で、ルーヴル美術館にある。前の作品で主題を描ききっていないと感じたプッサンが再度同じ主題に取り組んだものだが、一部の人物は前作と非常によく似ている。建築物の描写はさらに発展している。

### ピーテル・パウル・ルーベンス
ピーテル・パウル・ルーベンスは1635年から1640年ごろ、この主題の絵を描いている。現在はナショナル・ギャラリーにある。

### ジャック＝ルイ・ダヴィッド
ジャック＝ルイ・ダヴィッドは、物語の終盤、すなわち戦争中の両軍に女たちが割って入った場面を描いた。このため「略奪 (rape)」という言葉は題名に使われておらず、「サビニの女たち」あるいは「サビニの女たちの仲裁」と呼ばれている。1799年に完成し、現在はルーヴル美術館にある。

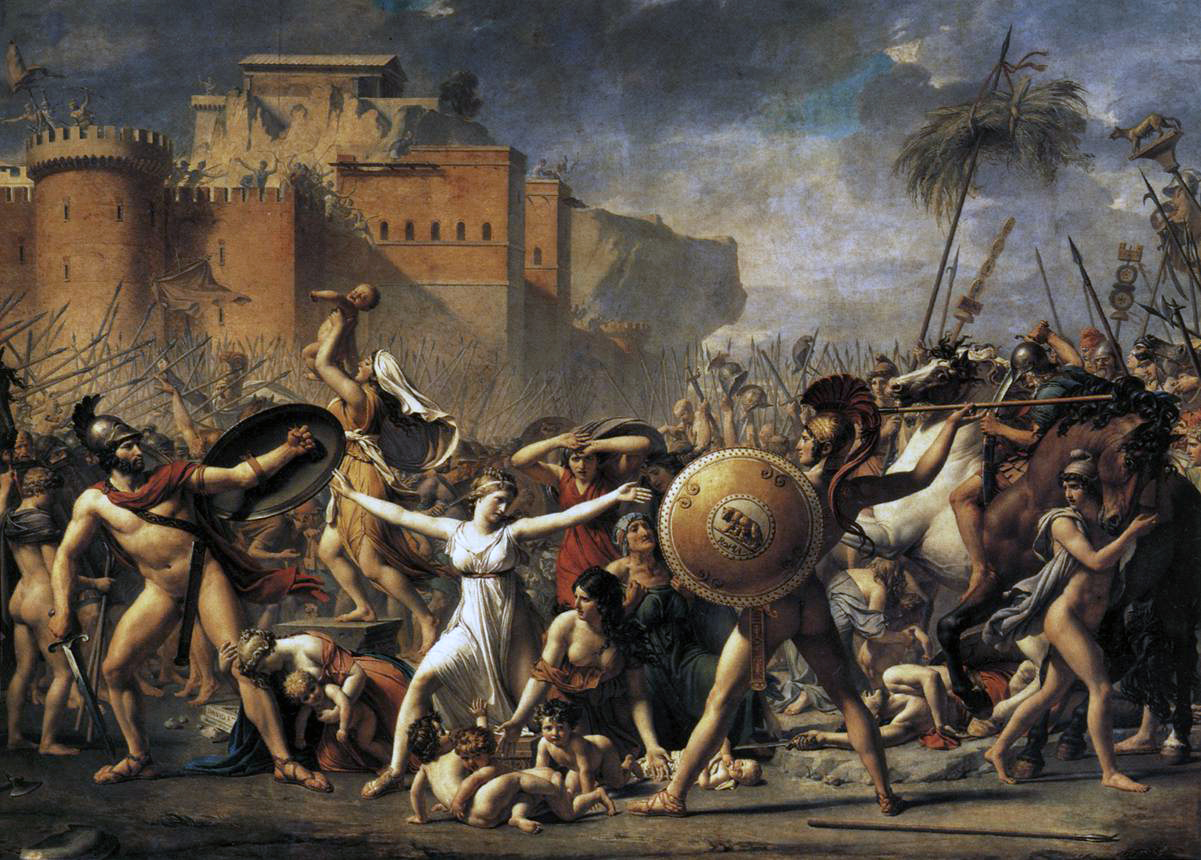
「サビニの女たちの仲裁」

ダヴィッドは1796年からこの作品にとりかかった。そのころフランスは他のヨーロッパ諸国と戦争中で、それ以前に恐怖政治とテルミドールのクーデターが起き、ダヴィッド自身はマクシミリアン・ロベスピエールに加担した罪で投獄されていた。別居中の妻が刑務所に面会に訪れた後、ダヴィッドは彼女を称え、愛は対立に打ち勝つという主題でこの場面を絵に描くことを思いついた。またこの絵は、革命の流血の後で人々が仲直りすることへの願いが込められていると見ることもできる。
ロームルスの妻でサビニ王ティトゥス・タティウスの娘であるヘルシリアが、夫と父の間に割って入り、彼女の赤ん坊をそこに置いた場面を描いている。力強いロームルスは半ば後ずさっているタティウスに槍を向けているが、躊躇している。他の兵士たちは既に剣を鞘に収めている。
背景の岩が突き出た崖が「タルペーイアの岩」である。

### ジョン・リーチ

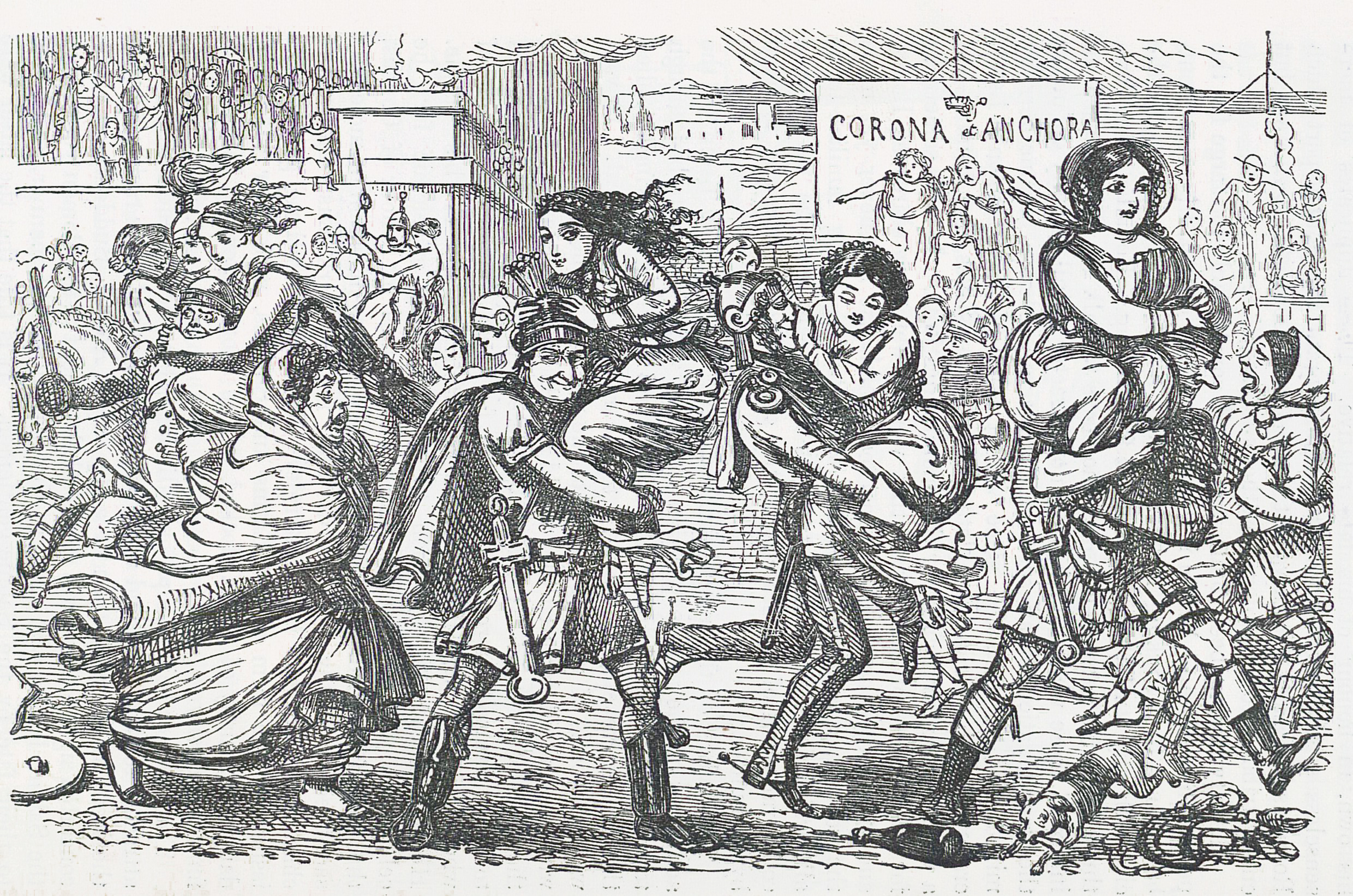
ジョン・リーチによる風刺的な「サビニの女たちの略奪」

19世紀イギリスの風刺画家ジョン・リーチは Comic History of Rome の中にこの主題を扱った絵を掲載している。女性たちの服装は故意にヴィクトリア朝風の時代錯誤なものとされており、背景にある "Corona et Anchora" は当時のイギリスの港町でパブの看板によく見られた "Crown and Anchor"（サイコロ賭博の一種）を意味している。

### パブロ・ピカソ
パブロ・ピカソはこの主題を再構築した作品をいくつか1962年から1963年に描いている。そのうちの1つはボストン美術館にある。それらはジャック＝ルイ・ダヴィッドの作品を下敷きにしている。物語の最初と最後を合成したもので、ロームルスとタティウスが裸体のヘルシリア（ロームルスの妻）とその子を無視して踏みにじっている様を描いている。

ニコロ・バンビーニ は少なくとも2回以上、この主題で絵を描いている。

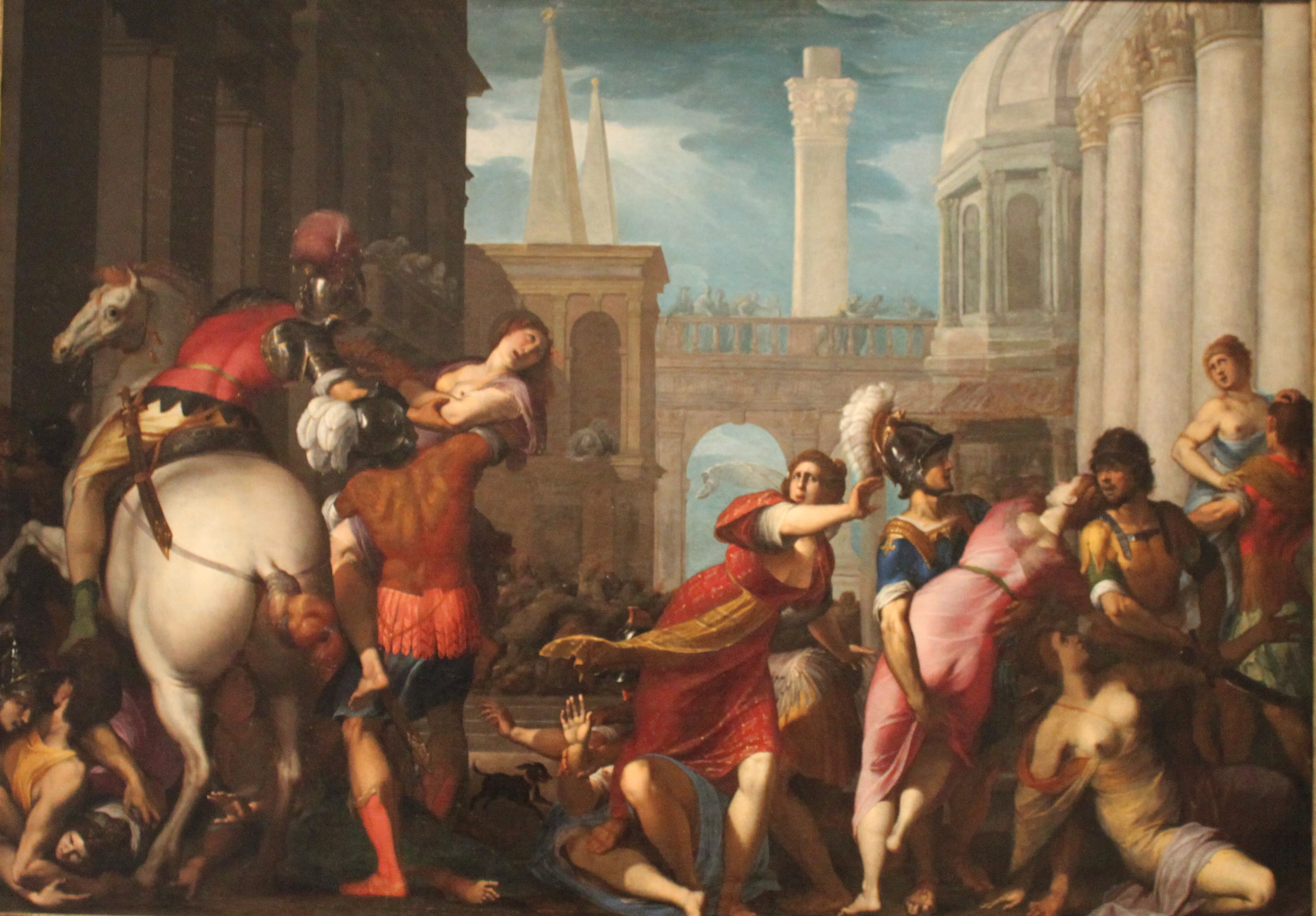
ヤーコポ・リゴッツィ作の『サビニの女たちの略奪』

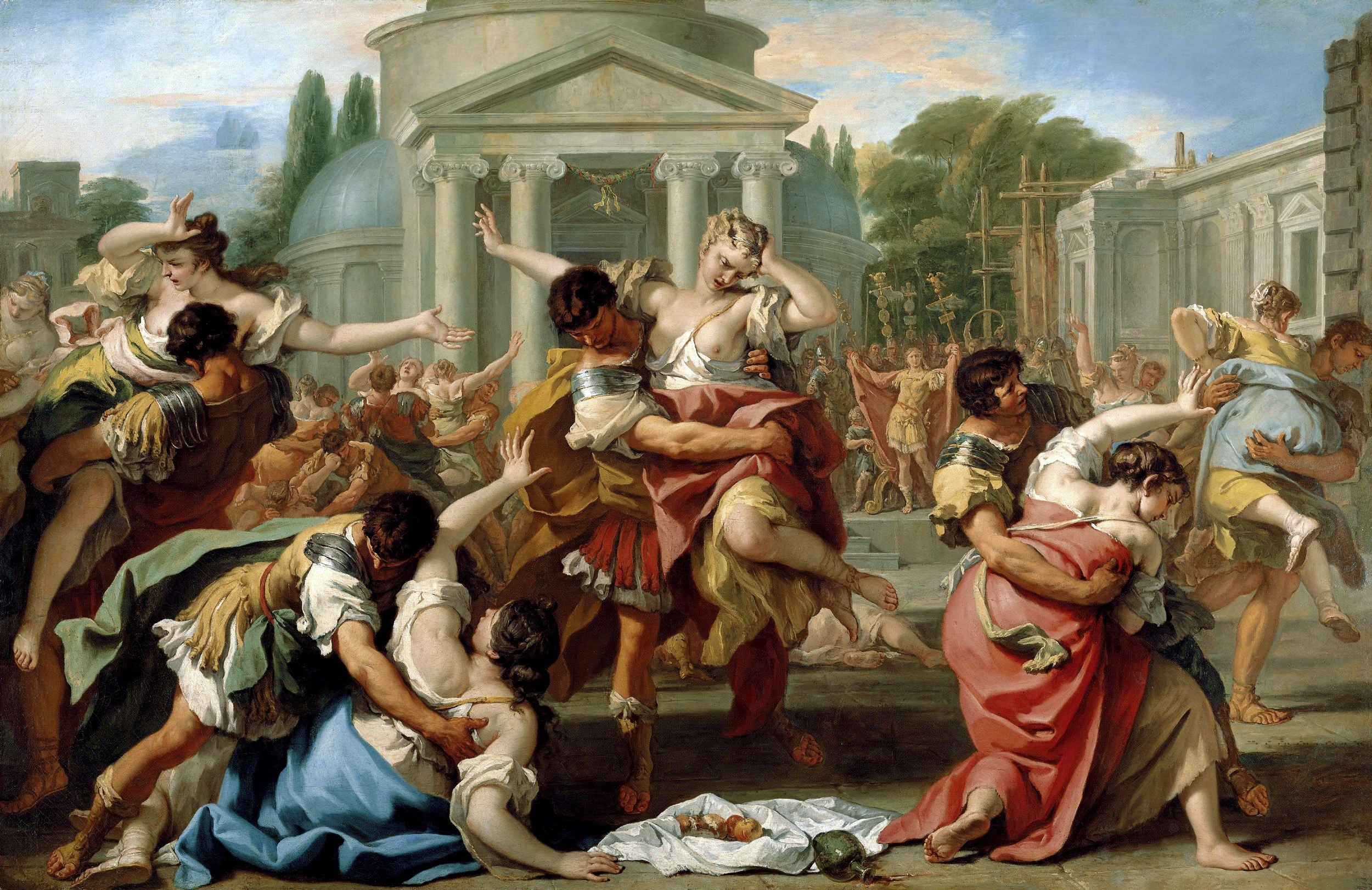
セバスティアーノ・リッチ作の『サビニの女たちの略奪』

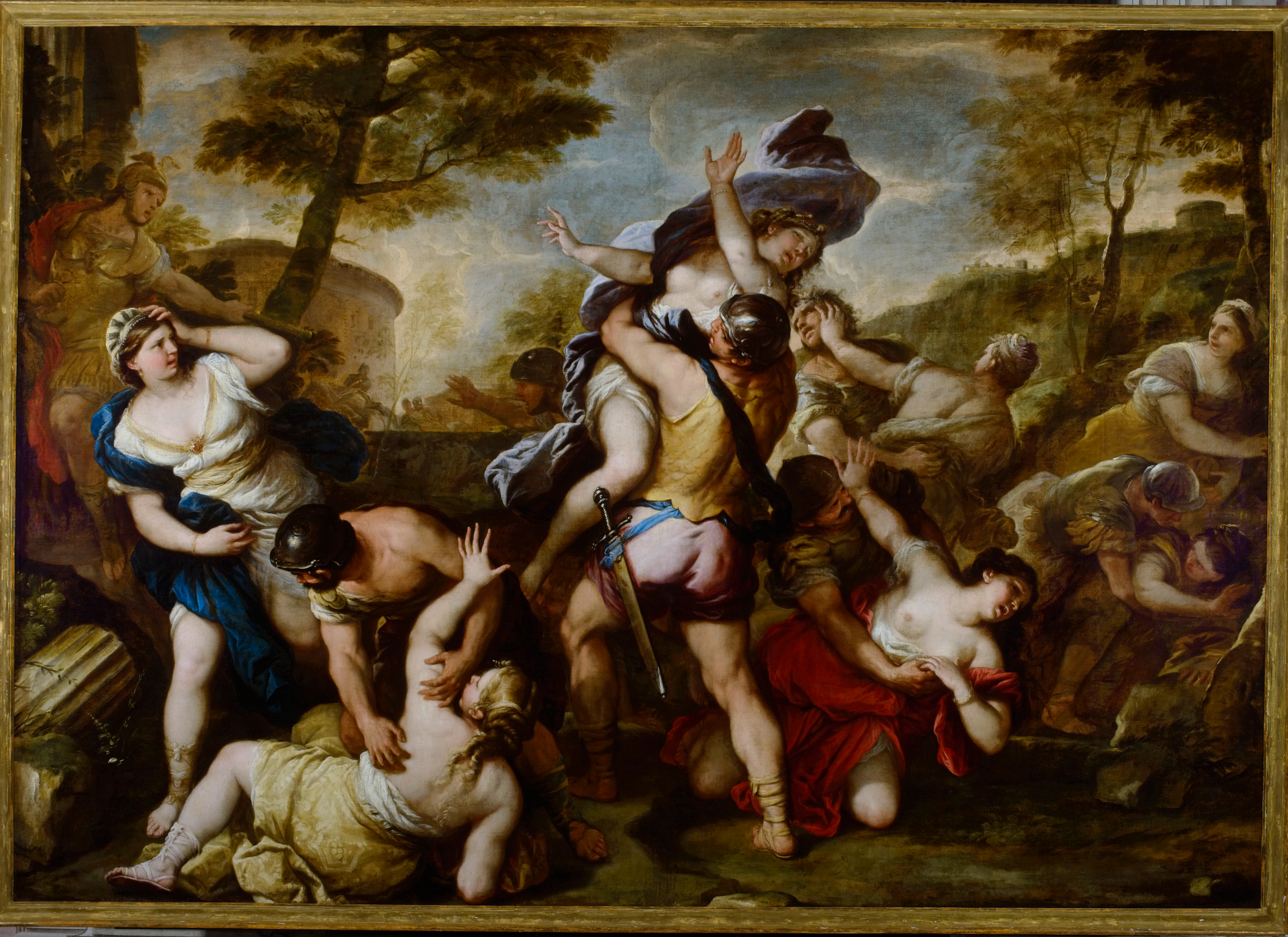
ルカ・ジョルダーノ作の『サビニの女たちの略奪』

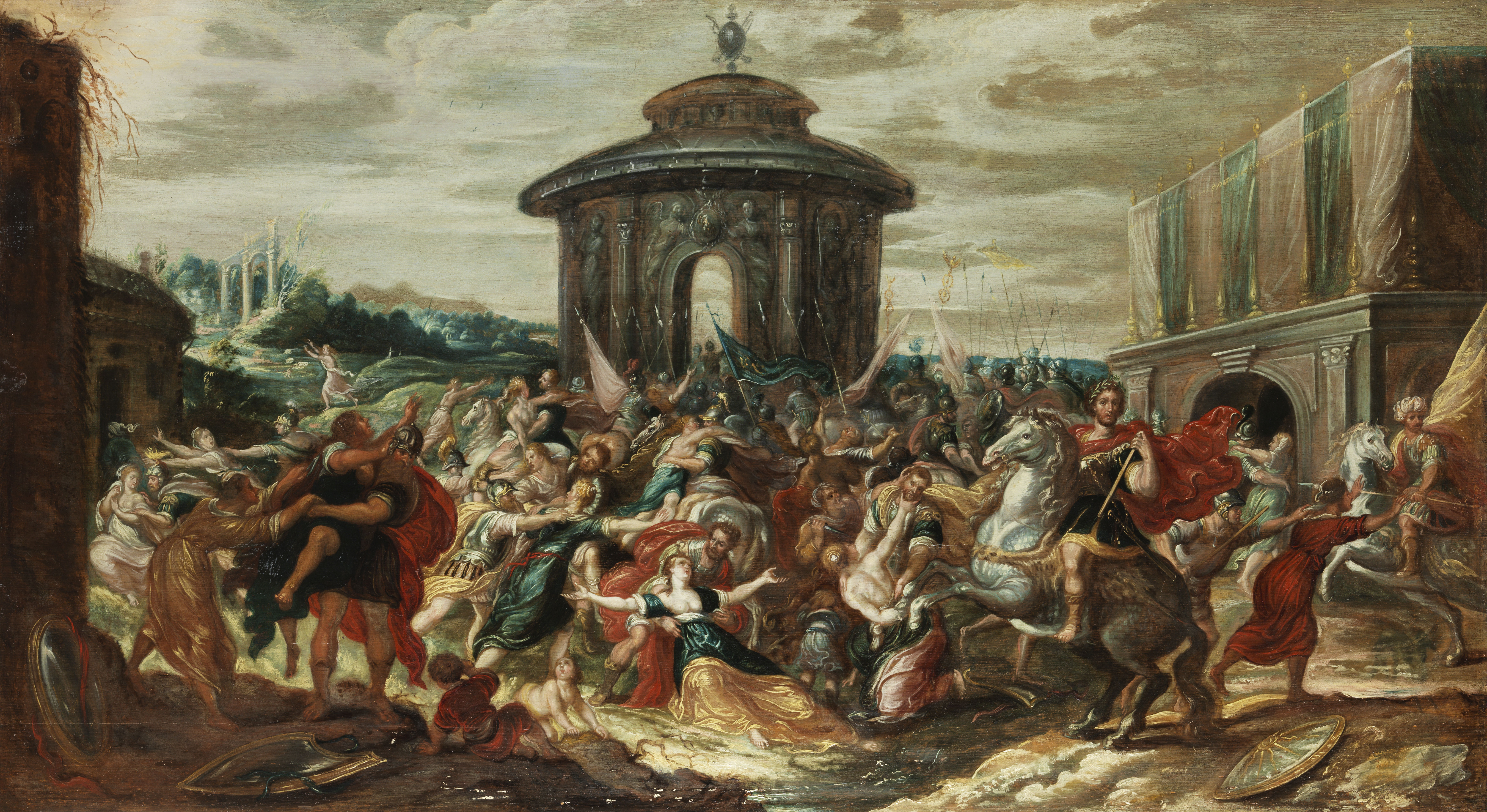
ハンス・ヨルダーンス3世作とされる『サビニの女たちの略奪』（17世紀）

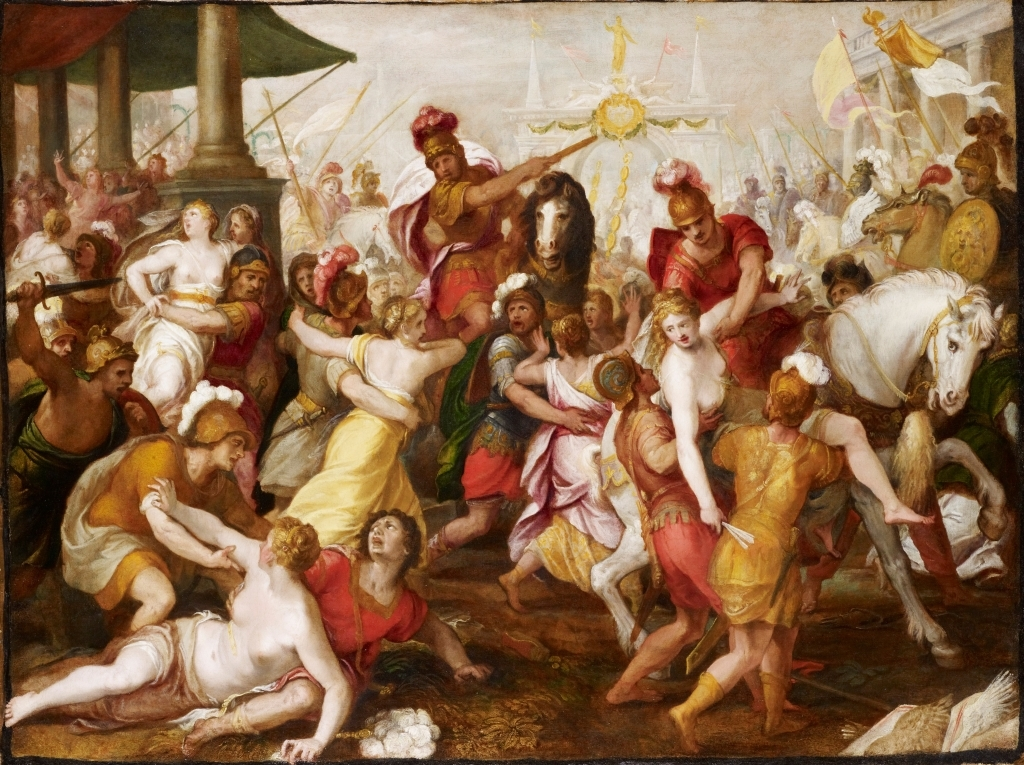
クリストフ・シュヴァルツ作の『サビニの女たちの略奪』、ロイヤル・コレクション 蔵

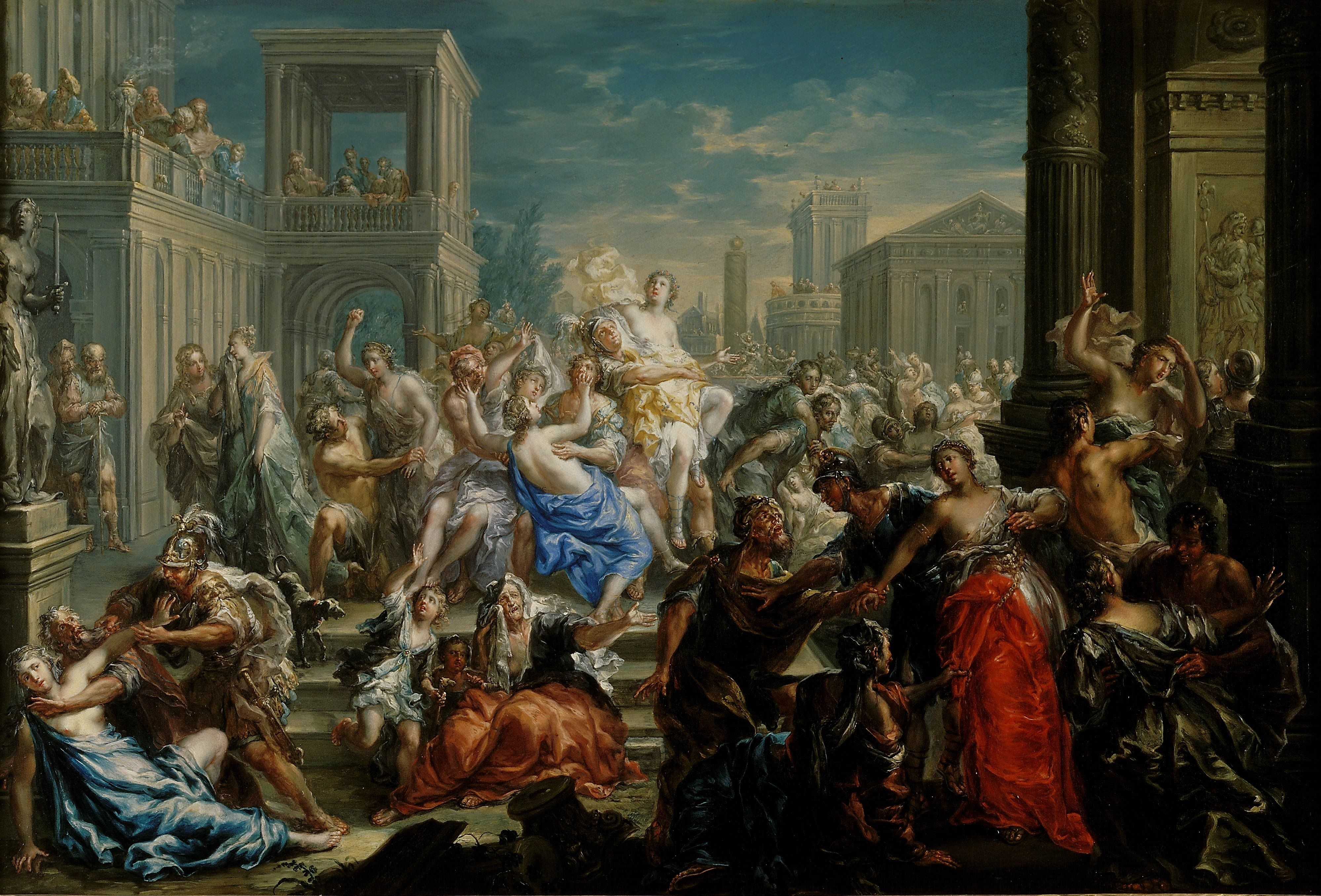
Johann Georg Platzer - Der Raub der Sabinerinnen

## 文学と映画
アメリカの作家スティーヴン・ヴィンセント・ベネットは、この伝説のパロディ短編小説 "The Sobbin' Women" を書いている。これを原作として後に制作された映画が『掠奪された七人の花嫁』である。不器用で真面目な田舎者7人兄弟が主人公で、そのうちの長男が結婚したことから弟たちが勇気付けられて相手を探すという物語である。伝説と同様に結局娘たちを誘拐するが、最終的には憤慨していた娘たちも結婚に納得する。
サキの短編 The Schartz-Metterklume Method の登場人物であるカルロッタ婦人がこの物語をもじっている。　
1961年に、フランス・イタリア・ユーゴスラビア合作で、この伝説を題材にした映画「Il Ratto delle Sabine」が製作された（監督は Ricchard Pottier）。この作品はアメリカでは「Romulus and the Sabines」の題名で公開された。
1962年に、スペインで「ソード&サンダル」ものの映画としてこの伝説を題材にしたものが制作されている（監督は Albert Gout）。この映画作品はアメリカでは「The Rape of the Sabine Women」と「The Shame of the Sabine Women」の題名で公開された。
最近では2005年、The Rape of the Sabine Women の題名で台詞のない芸術映画が作られている。

## ローマ貨幣
共和政時代の古代ローマで発行された銀貨に、表面にサビニ族の王ティトゥス・タティウスとサビニ族を示す「SABIN」銘が刻まれ、裏面に、一人一人ローマ兵士に脇をがっしり抱きかかえられ、強制的にローマに身柄を運ばれて行く、サビニ人女性達が描かれたデナリウス銀貨が存在する。

## 文化的関連
学者らは、「サビニの女たちの略奪」と北欧神話のアース神族とヴァン神族の戦争やインド神話の「マハーバーラタ」との類似性を指摘している。